# Малинка, Константин Арсентьевич
Константин Арсентьевич Малинка (1922—1980) — участник Великой Отечественной войны, механик-водитель танка 108-й танковой бригады 9-го танкового корпуса 1-го Белорусского фронта, старшина. Герой Советского Союза (1945).

## Биография
Родился 8 августа 1922 года на хуторе Островянский ныне Орловского района Ростовской области в крестьянской семье. Русский.
Окончил семь классов неполной средней школы. Работал трактористом в МТС.
В 1941 году призван в ряды Красной Армии. В боях Великой Отечественной войны с ноября 1942 года. Воевал на 1-м Белорусском фронте. 29 января 1945 года механик-водитель танка старшина К. А. Малинка форсировал реку Одер в районе населённого пункта Одерек, ныне Цигацице, южнее города Сулехув в Польше. В составе группы из семи танков удерживал несколько суток плацдарм до подхода главных сил.
После окончания Великой Отечественной войны демобилизовался. Работал механиком гаража. Жил в Киеве.
Умер 7 апреля 1980 года. Похоронен в Киеве на Совском кладбище.

## Память
- Мемориальная доска в память о Малинке установлена Российским военно-историческим обществом на здании Островской семилетней школы, где он учился.

## Награды
- Указом Президиума Верховного Совета СССР от 24 марта 1945 года за мужество и героизм, проявленные при форсировании Одера и удержании плацдарма на его западном берегу старшине Константину Арсентьевичу Малинке присвоено звание Героя Советского Союза с вручением ордена Ленина и медали «Золотая Звезда» (№ 7394).
- Награждён медалями.